# Noardeast-Fryslân
Noardeast-Fryslân (in olandese Noordoost-Friesland) è una municipalità dei Paesi Bassi situata nella provincia della Frisia, ufficialmente istituita il 1º gennaio 2019 e consistente del territorio delle ex municipalità di Dongeradeel, Ferwerderadiel e Kollumerland en Nieuwkruisland, le quali hanno cessato di esistere lo stesso giorno. La nuova municipalità conta una popolazione di 45 144 abitanti ed una superficie di 516,45 km².

## Population centres

Mappa del Noardeast-Fryslân a novembre 2018

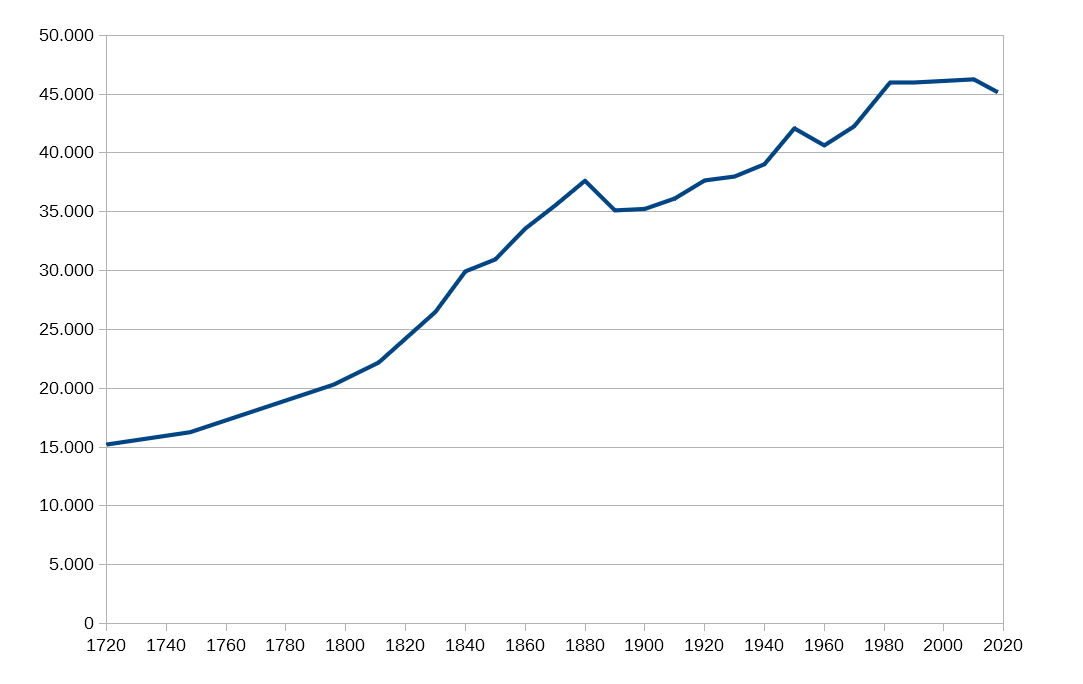
popolazione storica delle precedenti municipalità tra 1718 e 2018

La municipalità consiste di 53 centri abitati. Il Noardeast-Fryslân sta sperimentando un declino demografico.
Sources: Dongeradeel.nl, Ferwerderadiel and Kollumerland.